# Waalse Pijl 2001
De 65ste editie van de Waalse Pijl (ook wel bekend als La Flèche Wallone) werd gehouden op 18 april 2001. Het parcours voor de mannen had een lengte van 198 kilometer. De start lag in Charleroi en de finish was ook weer in Hoei, op de Muur van Hoei om precies te zijn. De vrouwen reden de Waalse wielerklassieker (93 kilometer) voor de vierde keer.

## Uitslag mannen
| Waalse Pijl 2001 (198 km) |                      |                              |          |
| Plaats                    | Naam                 | Ploeg                        | Tijd     |
| Winnaar                   | Rik Verbrugghe       | Lotto-Adecco                 | 4u50'03" |
| 2                         | Ivan Basso           | Fassa Bortolo                | +00' 05" |
| 3                         | Jörg Jaksche         | ONCE                         | +00' 12" |
| 4                         | César Solaun         | iBanesto.com                 | +00' 21" |
| 5                         | David Extebarria     | Euskaltel-Euskadi            | z.t.     |
| 6                         | Francesco Casagrande | Fassa Bortolo                | z.t.     |
| 7                         | Dario Frigo          | Fassa Bortolo                | z.t.     |
| 8                         | Davide Rebellin      | Liquigas Pata                | z.t.     |
| 9                         | Michael Boogerd      | Rabobank                     | z.t.     |
| 10                        | Peter Luttenberger   | Tacconi Sport-Vini Caldirola | z.t.     |

## Uitslag vrouwen
| Waalse Pijl 2001 (93 km) |                     |                           |          |
| Plaats                   | Naam                | Ploeg                     | Tijd     |
| Winnaar                  | Fabiana Luperini    | Edilsavino                | 2u41'32" |
| 2                        | Anna Millward       | Saturn Cycling Team       | +00' 09" |
| 3                        | Trixi Worrack       | Duitse Nationale Selectie | z.t.     |
| 4                        | Edita Pučinskaitė   | Team Alfa Lum             | +00' 15" |
| 5                        | Ceris Gilfillan     | Britse Nationale Selectie | z.t.     |
| 6                        | Heidi Van De Vijver | Vlaanderen-T Interim      | +00' 20" |
| 7                        | Simona Parente      | Edilsavino                | +00' 22" |
| 8                        | Zinaida Stahurskaya | GAS Sport Team            | +00' 24" |
| 9                        | Mirjam Melchers     | Acca Due-Lorena Camicie   | z.t.     |
| 10                       | Susanne Ljungskog   | Vlaanderen-T Interim      | z.t.     |

| Stand UCI Road Women World Cup 2001 |                     |                         |        |
| Plaats                              | Naam                | Ploeg                   | Punten |
| Gouden trui                         | Anna Millward       | Saturn Cycling Team     | 200    |
| 2                                   | Mirjam Melchers     | Acca Due-Lorena Camicie | 165    |
| 3                                   | Zinaida Stahurskaya | GAS Sport Team          | 91     |
| 4                                   | Fabiana Luperini    | Edilsavino              | 86     |
| 5                                   | Susanne Ljungskog   | Vlaanderen-T Interim    | 86     |
| 6                                   | Sara Felloni        | Team Alfa Lum           | 76     |
| 7                                   | Heidi Van De Vijver | Vlaanderen-T Interim    | 48     |
| 8                                   | Edita Pučinskaitė   | Team Alfa Lum           | 45     |
| 9                                   | Sarah Ulmer         | Autotrader.com          | 45     |
| 10                                  | Priska Doppmann     | Acca Due-Lorena Camicie | 39     |

1936 · 1937 · 1938 · 1939 · 1940 · 1941 · 1942 · 1943 · 1944 · 1945 · 1946 · 1947 · 1948 · 1949 · 1950 · 1951 · 1952 · 1953 · 1954 · 1955 · 1956 · 1957 · 1958 · 1959 · 1960 · 1961 · 1962 · 1963 · 1964 · 1965 · 1966 · 1967 · 1968 · 1969 · 1970 · 1971 · 1972 · 1973 · 1974 · 1975 · 1976 · 1977 · 1978 · 1979 · 1980 · 1981 · 1982 · 1983 · 1984 · 1985 · 1986 · 1987 · 1988 · 1989 · 1990 · 1991 · 1992 · 1993 · 1994 · 1995 · 1996 · 1997 · 1998 · 1999 · 2000 · 2001 · 2002 · 2003 · 2004 · 2005 · 2006 · 2007 · 2008 · 2009 · 2010 · 2011 · 2012 · 2013 · 2014 · 2015 · 2016 · 2017 · 2018 · 2019 · 2020 · 2021 · 2022 · 2023 · 2024
Lijst van beklimmingen